# Solenocentrum asplundii
Solenocentrum asplundii är en orkidéart som först beskrevs av Leslie Andrew Garay, och fick sitt nu gällande namn av Leslie Andrew Garay. Solenocentrum asplundii ingår i släktet Solenocentrum och familjen orkidéer. Inga underarter finns listade i Catalogue of Life.